# Donald Tsang
Donald Tsang (Hongkong, 7 oktober 1944) was van 21 juni 2005 tot 30 juni 2012 de tweede Chief Executive of Hong Kong.
Tsang vervoegde de koloniale administratie als een Executive Officer in 1967, waarbij hij meerdere functies opnam in administratie, financies en handel alvorens benoemd te worden tot de Financial Secretary van Hongkong in 1995. Daarmee werd hij de eerste van Chinese etniciteit om deze positie in de Britse administratie op te nemen. Na de overdracht naar China van 1 juli 1997 bleef hij op positie, waarbij hij internationale erkenning kreeg voor de wanneer waarop hij de beurs verdedigde en de positie van de Hongkongse dollar tegenover de Amerikaanse dollar gedurende de Aziatische financiële crisis van 1997.
Tsang werd Chief Secretary for Administration in 2001 en stelde zich kandidaat voor het mandaat van Chief Executive in 2005 nadat Tung Chee-hwa zijn mandaat opgaf. Hij maakte de tweede termijn van zijn voorganger vol en werd herkozen in 2007 waarna hij een tweede volledige termijn van vijf jaar uitdiende alvorens terug te treden in 2012.
Tsang is gehuwd. Het echtpaar heeft twee kinderen.